# Wadi ACC
Wadi ACC é um cidade no distrito de Gulbarga, no estado indiano de Karnataka.

## Demografia
Segundo o censo de 2001, Wadi ACC tinha uma população de 4706 habitantes. Os indivíduos do sexo masculino constituem 65% da população e os do sexo feminino 35%. Wadi ACC tem uma taxa de literacia de 78%, superior à média nacional de 59,5%: a literacia no sexo masculino é de 82% e no sexo feminino é de 71%. Em Wadi ACC, 6% da população está abaixo dos 6 anos de idade.